# Ilke Wyludda
Ilke Wyludda (Leipzig, Alemania Democrática, 28 de marzo de 1969-Halle, Sajonia-Anhalt; 1 de diciembre de 2024) fue una atleta alemana, especializada en la prueba de lanzamiento de disco en la que llegó a ser campeona mundial en 1991.

## Carrera deportiva
Desde la década de 1980 hasta finales del siglo XX, Ilke Wyludda estuvo entre los líderes mundiales en lanzamiento de disco. Participó en la RDA hasta la reunificación alemana en 1990.
En el Mundial de Tokio 1991 ganó la medalla de plata en el lanzamiento de disco, con una marca de 69.12 metros, quedando tras la búlgara Tsvetanka Khristova y por delante de la soviética Larisa Mikhalchenko.
En el Mundial de Gotemburgo 1995 volvió a ganar la plata, tras la bielorrusa Ellina Zvereva y por delante de la rusa Olga Chernyavskaya. En las Olimpidas de Atlanta 1996 ganó el oro, por delante de la rusa Natalya Sadova y la bielorrusa Ellina Zvereva.
El 9 de diciembre de 2010, Wyludda tuvo que sufrir una amputación de la pierna derecha después de que una herida abierta se infectara con bacterias y provocara sepsis. En 2020 le amputaron la pierna izquierda. 
En 2012 compitió en la clase F58 en los Juegos Paralímpicos de Londres 2012. Alcanzó el noveno lugar en lanzamiento de disco (29,57 m, récord alemán) y el quinto lugar en lanzamiento de peso con un récord alemán significativamente mejorado de 10,23 m. Al año siguiente participó en el Campeonato del Mundo en Lyon y pudo mejorar el suyo. Los récords alemanes son 11,05 m en lanzamiento de peso y 29,91 m en lanzamiento de disco. En 2014 hubo un cambio en las reglas. Desde entonces, Wyludda compite en la clase inicial F57. El cambio requirió muchas innovaciones en la secuencia del movimiento. En el Campeonato de Europa de 2014 en Swansea ganó sus primeras medallas en deportes para discapacitados y logró dos nuevos récords alemanes con 10,46 m en lanzamiento de peso y 27,87 m en lanzamiento de disco.
En el marco de la gala de Deutsche Sporthilfe para premiar al Deportista Junior del Año el 14 de octubre de 2017 en Colonia, Wyludda se despidió del final de su carrera. 
Ilke Wyludda falleció el 1 de diciembre de 2024 a la edad de 55 años en Halle (Saale) a consecuencia de una grave enfermedad. 

### Resultados
| Año                                           | Competición                                   | Sede                                          | Posición                                      | Evento                                        | Resultado                                     |
| Representando a República Democrática Alemana | Representando a República Democrática Alemana | Representando a República Democrática Alemana | Representando a República Democrática Alemana | Representando a República Democrática Alemana | Representando a República Democrática Alemana |
| --------------------------------------------- | --------------------------------------------- | --------------------------------------------- | --------------------------------------------- | --------------------------------------------- | --------------------------------------------- |
| 1986                                          | World Junior Championships                    | Atenas, Grecia                                | 1°                                            | Disco                                         | 64.02 m                                       |
| 1987                                          | World Championships                           | Roma, Italia                                  | 4°                                            | Disco                                         | 68.20 m                                       |
| 1988                                          | World Junior Championships                    | Sudbury, Ontario, Canadá                      | 1°                                            | Disco                                         | 68.24 m                                       |
| 1989                                          | IAAF World Cup                                | Barcelona, España                             | 1°                                            | Disco                                         | 71.54 m                                       |
| 1990                                          | Goodwill Games                                | Seattle, Estados Unidos                       | 1°                                            | Disco                                         | 68.08 m                                       |
| 1990                                          | European Championships                        | Split, Yugoslavia                             | 1°                                            | Disco                                         | 68.46 m                                       |
| Representando a Alemania                      |                                               |                                               |                                               |                                               |                                               |
| 1991                                          | World Championships                           | Tokio, Japón                                  | 2°                                            | Disco                                         | 69.12 m                                       |
| 1992                                          | Olympic Games                                 | Barcelona, España                             | 9°                                            | Disco                                         | 62.16 m                                       |
| 1994                                          | European Championships                        | Helsinki, Finlandia                           | 1°                                            | Disco                                         | 68.72 m                                       |
| 1994                                          | IAAF World Cup                                | Londres, Reino Unido                          | 1°                                            | Disco                                         | 65.30 m                                       |
| 1995                                          | World Championships                           | Gothenburg, Suecia                            | 2°                                            | Disco                                         | 67.20 m                                       |
| 1996                                          | Olympic Games                                 | Atlanta, Estados Unidos                       | 1°                                            | Disco                                         | 69.66 m                                       |
| 1996                                          | IAAF Grand Prix Final                         | Milán, Italia                                 | 1°                                            | Disco                                         | 64.74 m                                       |
| 2000                                          | Olympic Games                                 | Sydney, Australia                             | 7°                                            | Disco                                         | 63.16 m                                       |